# Seznam exoplanet objevených před rokem 2000
Seznam exoplanet objevených před rokem 2000 obsahuje všechny objevené exoplanety, tj. planety nacházející se mimo naši sluneční soustavu, před rokem 2000. 
Pro exoplanety, které byly objeveny metodou radiální rychlosti, se jejich hmotnost uvádí jako dolní hmotnostní limit nutný pro existenci vazby mezi planetou a jejich domovskou hvězdou.
| Název                  | Hmotnost (hmotnost Jupiteru {\displaystyle M_{J}}) | Poloměr (poloměr Jupiteru {\displaystyle R_{J}}) | Doba oběhu (dny) | Velká a malá poloosa (AU) | Průměrná povrchová teplota (K) | Metoda objevení | Rok objevení | Vzdálenost od Sluneční soustavy (světelný rok) | Hmotnost mateřské hvězdy (sluneční hmotnost {\displaystyle M_{\odot }}) | Efektivní teplota mateřské hvězdy (K) | Poznámky |
| ---------------------- | -------------------------------------------------- | ------------------------------------------------ | ---------------- | ------------------------- | ------------------------------ | --------------- | ------------ | ---------------------------------------------- | ----------------------------------------------------------------------- | ------------------------------------- | --- |
| 16 Cygni Bb            | 2,38                                               |                                                  | 799,5            | 1.66                      |                                | radiální rychl. | 1996         | 68,99                                          | 1,04                                                                    | 5750                                  | |
| 23 Librae b            | 1,61                                               |                                                  | 258,8            | 0.81                      |                                | radiální rychl. | 1999         | 85,46                                          | 1,07                                                                    | 5736                                  | |
| 47 Ursae Majoris b     | 2,53                                               |                                                  | 1078             | 2.1                       |                                | radiální rychl. | 1996         | 45,02                                          | 1,08                                                                    | 5892                                  | Taktéž známa jako Taphao Thong                                                                                          |
| 51 Pegasi b            | 0,46                                               |                                                  | 4,230785         | 0.0527                    |                                | radiální rychl. | 1995         | 50,45                                          | 1,12                                                                    | 5793                                  | Taktéž známa jako Dimidium. Jedná se první exoplanetu, u níž bylo potvrzeno, že obíhá okolo hvězdy hlavní posloupnosti. |
| 55 Cancri b            | 0,8306                                             |                                                  | 14,65152         | 0,115227                  | 700                            | radiální rychl. | 1996         | 41,06                                          | 0,905                                                                   | 5196                                  | Taktéž známa jako Galileo                                                                                               |
| 70 Virginis b          | 7,49                                               |                                                  | 116,688          | 0,481                     |                                | radiální rychl. | 1996         | 58,42                                          | 1,09                                                                    | 5495                                  | |
| 109 Piscium b          | 6,383                                              |                                                  | 1075,69          | 2,14                      |                                | radiální rychl. | 1999         | 108,1                                          | 1,11                                                                    | 5600                                  | |
| Gliese 86 b            | 4,42                                               |                                                  | 15,76491         | 0,11                      |                                | radiální rychl. | 1999         | 35,18                                          | 0,83                                                                    | 5182                                  | |
| Gliese 876 b           | 2,2756                                             |                                                  | 61,1166          | 0,208317                  |                                | radiální rychl. | 1998         | 15,25                                          | 0,32                                                                    | 3129                                  | |
| HD 75289 b             | 0,49                                               |                                                  | 3,50927          | 0,05                      | 1260                           | radiální rychl. | 1999         | 95,05                                          | 1,29                                                                    | 6117                                  | |
| HD 89744 b             | 8,35                                               |                                                  | 256,78           | 0,917                     |                                | radiální rychl. | 1999         | 126,2                                          | 1,86                                                                    | 6291                                  | |
| HD 130322 b            | 1,15                                               |                                                  | 10,70871         | 0,0925                    | 720                            | radiální rychl. | 1999         | 104,1                                          | 0,92                                                                    | 5387                                  | Taktéž známa jako Eiger                                                                                                 |
| HD 168443 b            | 7,659                                              |                                                  | 58,11247         | 0,2931                    |                                | radiální rychl. | 1998         | 129,4                                          | 0,995                                                                   | 5491                                  | |
| HD 177830 b            | 1,69                                               |                                                  | 410,1            | 1,14                      |                                | radiální rychl. | 1999         | 205,1                                          | 1,70                                                                    | 4901                                  | |
| HD 187123 b            | 0,523                                              |                                                  | 3,0965828        | 0,0426                    |                                | radiální rychl. | 1998         | 150,1                                          | 1,0                                                                     | 5830                                  | |
| HD 192263 b            | 0,56                                               |                                                  | 24,3556          | 0,15                      | 486                            | radiální rychl. | 1999         | 64,08                                          | 0,66                                                                    | 4976                                  | Taktéž známa jako Beirut                                                                                                |
| HD 195019 b            | 3,98                                               |                                                  | 18,20132         | 0,14                      |                                | radiální rychl. | 1998         | 123                                            | 1,21                                                                    | 5751                                  | |
| HD 209458 b            | 0,73                                               | 1,39                                             | 3,52474859       | 0,04707                   | 1459                           | radiální rychl. | 1999         | 157,8                                          | 1,23                                                                    | 6091                                  | Neoficiálně nazývána jako Osiris                                                                                        |
| HD 210277 b            | 1,29                                               |                                                  | 442,19           | 1,13                      |                                | radiální rychl. | 1998         | 69,51                                          | 1,01                                                                    | 5538                                  | |
| HD 217107 b            | 1,30                                               |                                                  | 7,12682          | 0,08                      |                                | radiální rychl. | 1998         | 65,47                                          | 1,00                                                                    | 5622                                  | |
| HD 222582 b            | 8,37                                               | ~1,12                                            | 572,38           | 1,34                      |                                | radiální rychl. | 1999         | 137,7                                          | 1,12                                                                    | 5790                                  | |
| Iota Horologii b       | 2,27                                               |                                                  | 302,8            | 0,92                      |                                | radiální rychl. | 1999         | 56,51                                          | 1,25                                                                    | 6167                                  | |
| PSR B1257+12 b         | 0,000063                                           |                                                  | 25,262           | 0,19                      |                                | přechody planet | 1994         | ~2000                                          | 1,4                                                                     |                                       | Taktéž známa jako Draugr. Dosud nejméně hmotná známá exoplaneta.                                                        |
| PSR B1257+12 c         | 0,014                                              |                                                  | 66,5419          | 0,36                      |                                | přechody planet | 1992         | ~2000                                          | 1,4                                                                     |                                       | Taktéž známa jako Poltergeist                                                                                           |
| PSR B1257+12 d         | 0,012                                              | 0,13                                             | 98,2114          | 0,46                      |                                | přechody planet | 1992         | ~2000                                          | 1,4                                                                     |                                       | Taktéž známa jako Phobetor                                                                                              |
| PSR B1620-26 b         | 2,5                                                |                                                  |                  | 23,0                      |                                | přechody planet | 1993         | 12 400                                         | 1,35                                                                    |                                       | |
| Rho Coronae Borealis b | 1,045                                              |                                                  | 39,8458          | 0,2196                    | 614                            | radiální rychl. | 1997         | 57,0                                           | 0,889                                                                   | 5627                                  | |
| Tau Boötis b           | 5,95                                               |                                                  | 3,3124568        | 0,049                     |                                | radiální rychl. | 1996         | 51,07                                          | 1,34                                                                    | 6400                                  | |
| Upsilon Andromedae b   | 0,6876                                             | ~1,8                                             | 4,617033         | 0,059222                  |                                | radiální rychl. | 1996         | 43,74                                          | 1,3                                                                     | 6183                                  | Taktéž známa jako Saffar                                                                                                |
| Upsilon Andromedae c   | 1,981                                              |                                                  | 241,258          | 0,827774                  |                                | radiální rychl. | 1999         | 43,74                                          | 1,3                                                                     | 6183                                  | Taktéž známa jako Samh                                                                                                  |
| Upsilon Andromedae d   | 4,132                                              | ~1,02                                            | 1276,46          | 2,51329                   |                                | radiální rychl. | 1999         | 43,74                                          | 1,3                                                                     | 6183                                  | Taktéž známa jako Majriti                                                                                               |

## Zajímavosti
- Už od roku 1988 se předpokládalo, že okolo dvojhvězdy Gamma Cephei obíhá planeta,[2] avšak tehdy našla tato skutečnost potvrdit. Teprve až v roce 2003 byla skutečně potvrzena existence této planety.[3] Gamme Cephei Ab bývá tedy řazena jak mezi exoplanety objevené před rokem 2000, tak současně i mezi exoplanety objevné mezi lety 2000–2009.
- HD 114762 b byl objeven v roce 1989 výzkumným týmem vedeným Davidem Lathamem a tehdy byl považován za první nalezenou exoplanetu vůbec. Později však bylo dokázáno, že se jedná červeného trpaslíka.[4]